# Лустиг, Арношт
А́рношт Лу́стиг (чеш. Arnošt Lustig, 21 декабря 1926, Прага — 26 февраля 2011, там же) — чешский писатель.

## Биография
Родился в семье еврейского коммерсанта. Проучившись 7 классов, был вынужден оставить школу, поскольку по нацистским законам евреям запрещалось учиться в школе и университете. В 1941 году был заключён в концлагерь Терезиенштадт, позже переведён в Аушвиц, где в газовой камере погиб его отец, затем в Бухенвальд. В 1945 году сумел бежать с «поезда смерти», который направлялся в Дахау: паровоз уничтожило бомбой, по ошибке брошенной с американского бомбардировщика. Лустиг вернулся в Прагу, принял участие в майском антинацистском восстании. Его мать и сестра возвратились из Маутхаузена.
После войны изучал журналистику в Карловом университете, потом работал на Пражском радио. Выступал с критикой коммунистического режима. В 1967 году, когда Чехословакия после шестидневной войны разорвала дипломатические отношения с Израилем (Лустиг был там в это время корреспондентом), он вышел из рядов коммунистической партии. Подвергался критике в советской печати как сионист.
Пережив разгром пражской весны, в 1968 году покинул страну, жил в Югославии, в 1970 году перебрался в США. После бархатной революции 1989 года делил время между Прагой и Вашингтоном, где преподавал в Американском университете. Уйдя на пенсию в 2003 году, поселился в Праге.
Скончался от рака 26 февраля 2011 года.

## Творчество
Всё написанное Лустигом связано с темой Холокоста и его личным опытом лагерного существования, гибели близких. При этом героями его прозы чаще всего выступают молодые женщины, дети и старики. Лустиг утверждал, что он пишет о том, «как ведёт себя человек под давлением, когда исчезают все конвенции, когда он предстаёт таким, каким он есть на самом деле».
Произведения Лустига переведены на многие языки мира, в том числе на иврит и русский (рассказ о транспорте в лагерь — «Два тура» и новелла об Израиле — «Девушка у олеандра» в сборнике чешских рассказов «По второму кругу», М., 1965, а также повесть «Девушка со шрамом» в сборнике «Их адреса на карте мира», М., 1968).

## Произведения

### Романы
- Miláček (1968)
- Král promluvil, neřekl nic (1990)
- Tma nemá stín (1991)
- Velká trojka (1991)
- Trilogie o osudech tří židovských žen:
  - Colette: Dívka z Antverp (1992)
  - Tanga: Dívka z Hamburku (1992)
  - Lea: Dívka z Leeuwardenu (2000)
- Dům vrácené ozvěny (1994)
- Dívka s jizvou (1995)
- Kamarádi (1995)
- Modrý den (1995)
- Porgess (1995)
- Neslušné sny (1997)
- Oheň na vodě: Povídky (1998)
- Krásné zelené oči (2000)
- Zasvěcení (2002)
- Případ Marie Navarové (2010)

### Повести
- Můj známý Vili Feld (1961)
- Dita Saxová (1962, экранизирована в 1967)
- Modlitba pro Kateřinu Horovitzovou (1964)
- Nemilovaná: Z deníku sedmnáctileté Perly Sch. (1979)

### Рассказы
- Noc a naděje (1957)
- Démanty noci (1958, экранизирован в 1964)
- Ulice ztracených bratří (1959)
- První stanice štěstí (1961)
- Transport z ráje (1962, экранизирован в 1962)
- Nikoho neponížíš (1963)
- Bílé břízy na podzim (1966)
- Hořká vůně mandlí (1968)

### Эссе, интервью
- Odpovědi: Rozhovory s Harry Jamesem Cargassem a Michalem Bauerem (2000)
- Eseje: Vybrané texty z let 1965—2000 (2001)
- Interview: vybrané rozhovory 1979—2002 (2002)
- Esence (2004)
- Okamžiky s Otou Pavlem (2010)

### Автобиографические сочинения
- 3x18 (portréty a postřehy) (2002)

## Признание
Книги Лустига переведены на многие языки, включая японский. Он — лауреат премии министерства культуры «Друзья чешского искусства» (2006), премии Франца Кафки (2008).